# Monasterio de Neamț
El monasterio de Neamț (en rumano: Mănăstirea Neamț) es un monasterio ortodoxo de Rumanía, situado en la comuna de Vânători-Neamț, en el pueblo Mânăstirea Neamț, distrito de Neamț, 10 km al oeste de Târgu Neamț. Es el mayor y más antiguo asentamiento monástico de Moldavia, declarado monument istoric (código LMI NT-II-a-A-10629).

## Historia

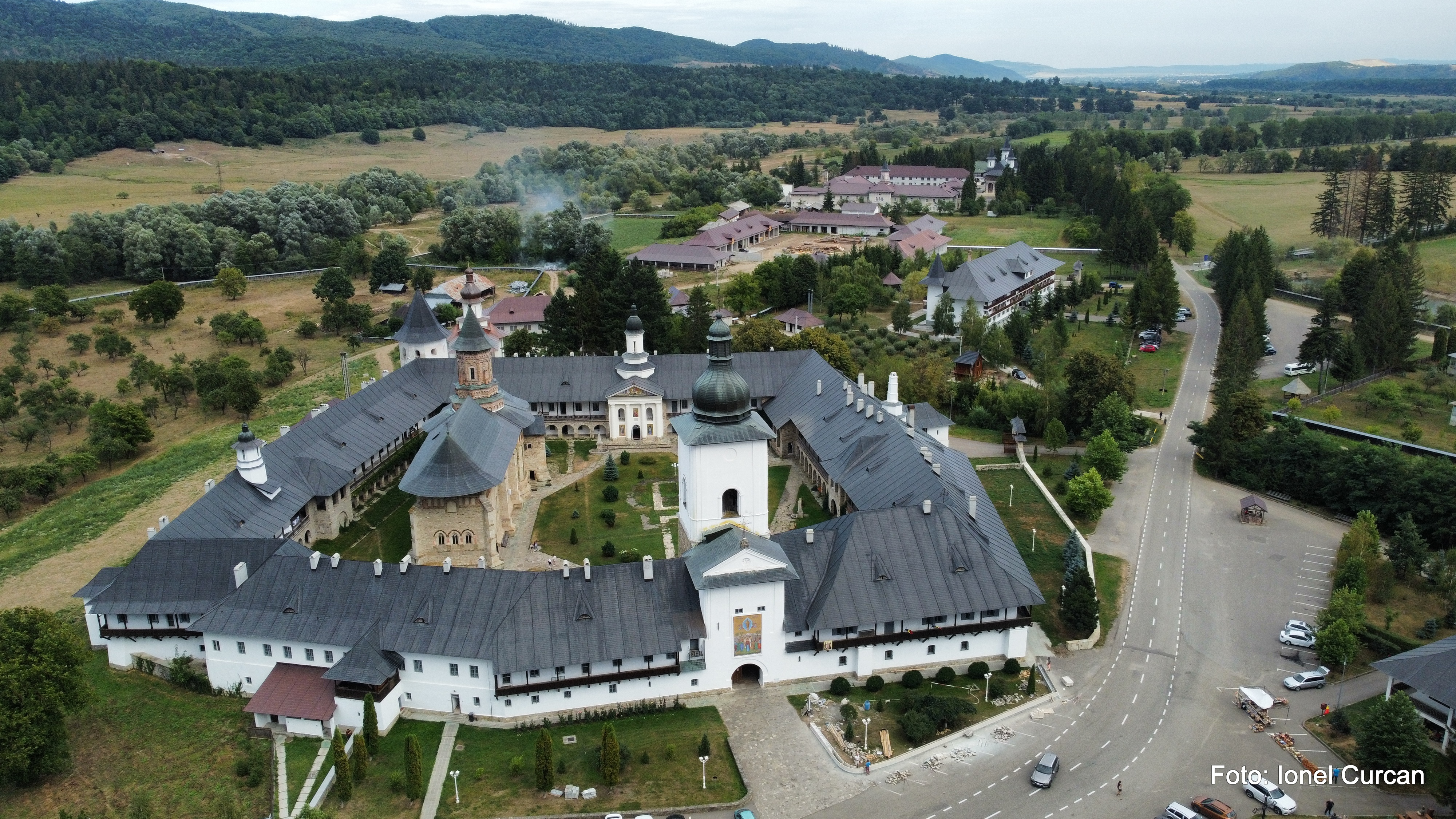
Vista aérea del complejo.

El monasterio está documentado desde 1407, pero las raíces de la actividad monástica se remontan al siglo XII. La fundación del monasterio se atribuye al voivoda Pedro I Musat (1375-1391), que construyó aquí la primera iglesia en piedra, hoy desaparecida. No obstante, en el emplazamiento del monasterio había una iglesia de madera aún más antigua, llamada la Iglesia Blanca (Biserica Albă), construida por los monjes un siglo antes. La iglesia actual del monasterio fue fundada por el rey Esteban el Grande a finales del siglo XV y está dedicada a la Ascensión del Señor.
En 1948, 25 altos clérigos rumanos unidos (greco-católicos), entre ellos los futuros obispos Ioan Cherteș y Tit Liviu Chinezu, fueron detenidos y encarcelados en el monasterio de Neamț. Según las memorias del profesor Eugen Popa, uno de los arrestados, en Neamț les buscó el Teoctist Arăpașu, quien les pidió que se pasaran a la iglesia ortodoxa rumana, advirtiéndoles de que «si no aceptáis, el patriarca quitará su mano protectora de vuestras cabezas». En febrero de 1949, los internados del monasterio de Neamț fueron trasladados al monasterio de Căldărușani, cerca de Bucarest.

## Conjunto monástico

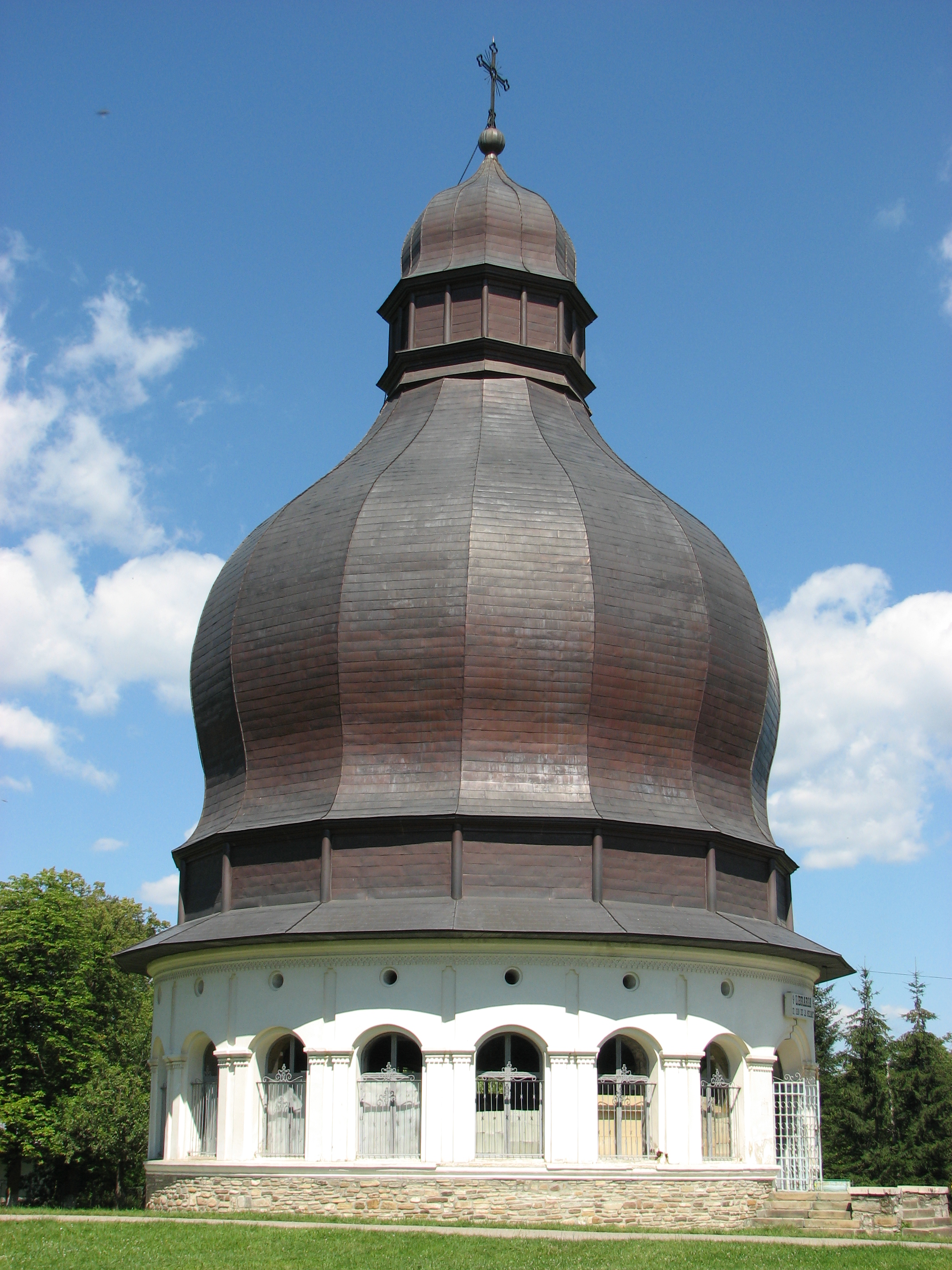
Baptisterio.

Dentro del monasterio hay dos iglesias y dos paraklesis, un campanario con 11 campanas, el Seminario Teológico «Veniamin Costache», así como un museo con una colección de arte eclesiástico y una imprenta. A destacar, el baptisterio circular delante del monasterio, donde tiene lugar la consagración del agua el día de la fiesta. En la iglesia hay un icono de la Virgen María, pintado en Palestina en 665.
El monasterio posee la mayor y más antigua biblioteca monástica de Rumania (18.000 volúmenes) y ha contribuido especialmente al desarrollo de la cultura y el arte medievales rumanos. Esteban II, hijo de Alejandro I y tío de Esteban el Grande está enterrado en la cámara funeraria, y en el pronaos se encuentran las reliquias de un santo desconocido, descubiertas en 1986 al retirar el pavimento.

## Arquitectura

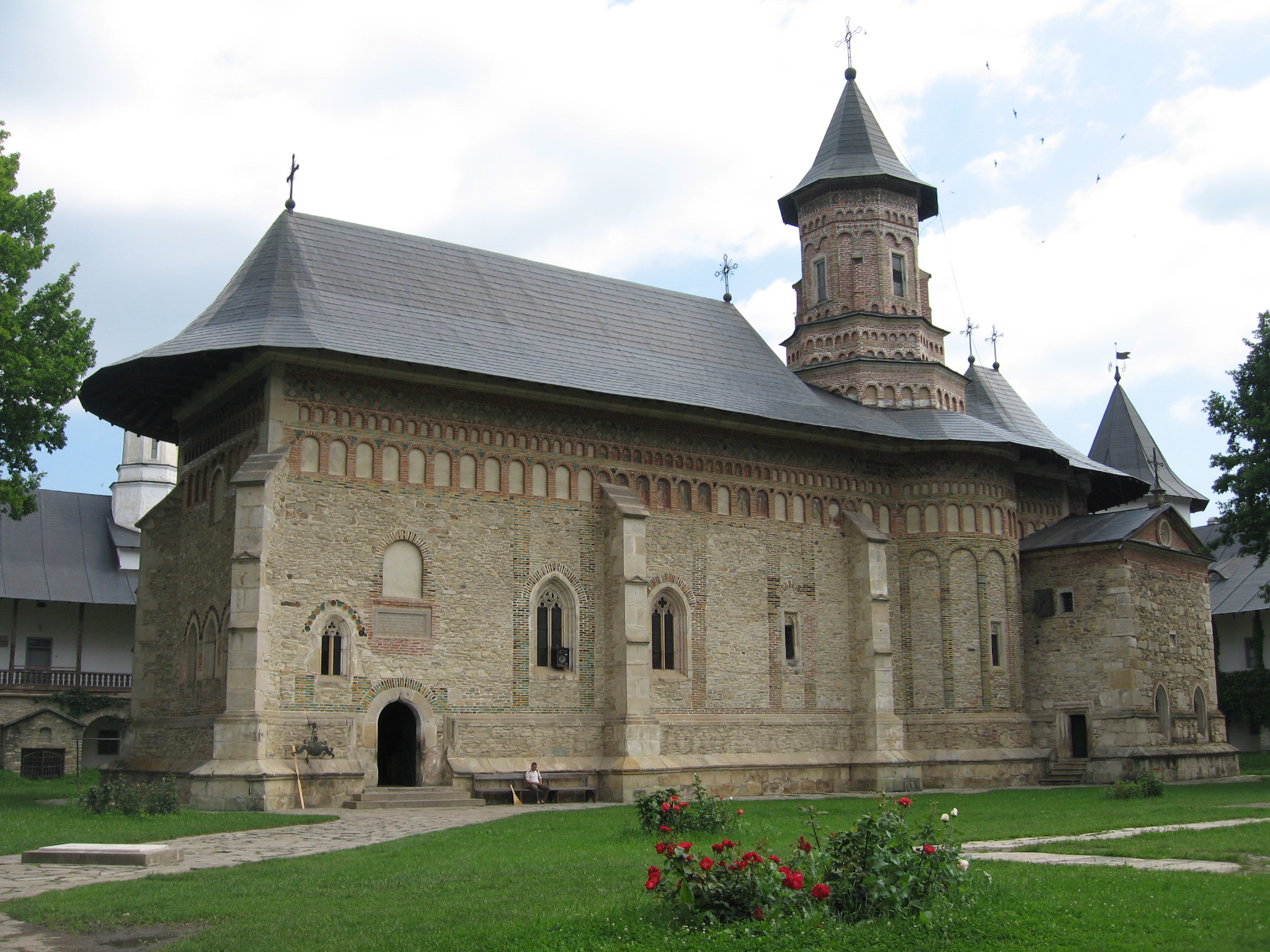
Iglesia de Esteban el Grande.

La iglesia construida por orden de Esteban el Grande, finalizada en 1497 -año de su victoria sobre Juan I Alberto de Polonia-, es el principal monumento histórico y arquitectónico del monasterio, de particular elegancia y belleza. Las dimensiones y la monumentalidad del conjunto aumentaron con la introducción de nuevos elementos en la construcción: el pórtico, situado frente a la entrada y la sala de las tumbas, o la cripta, situada entre el pronaos y la nave.

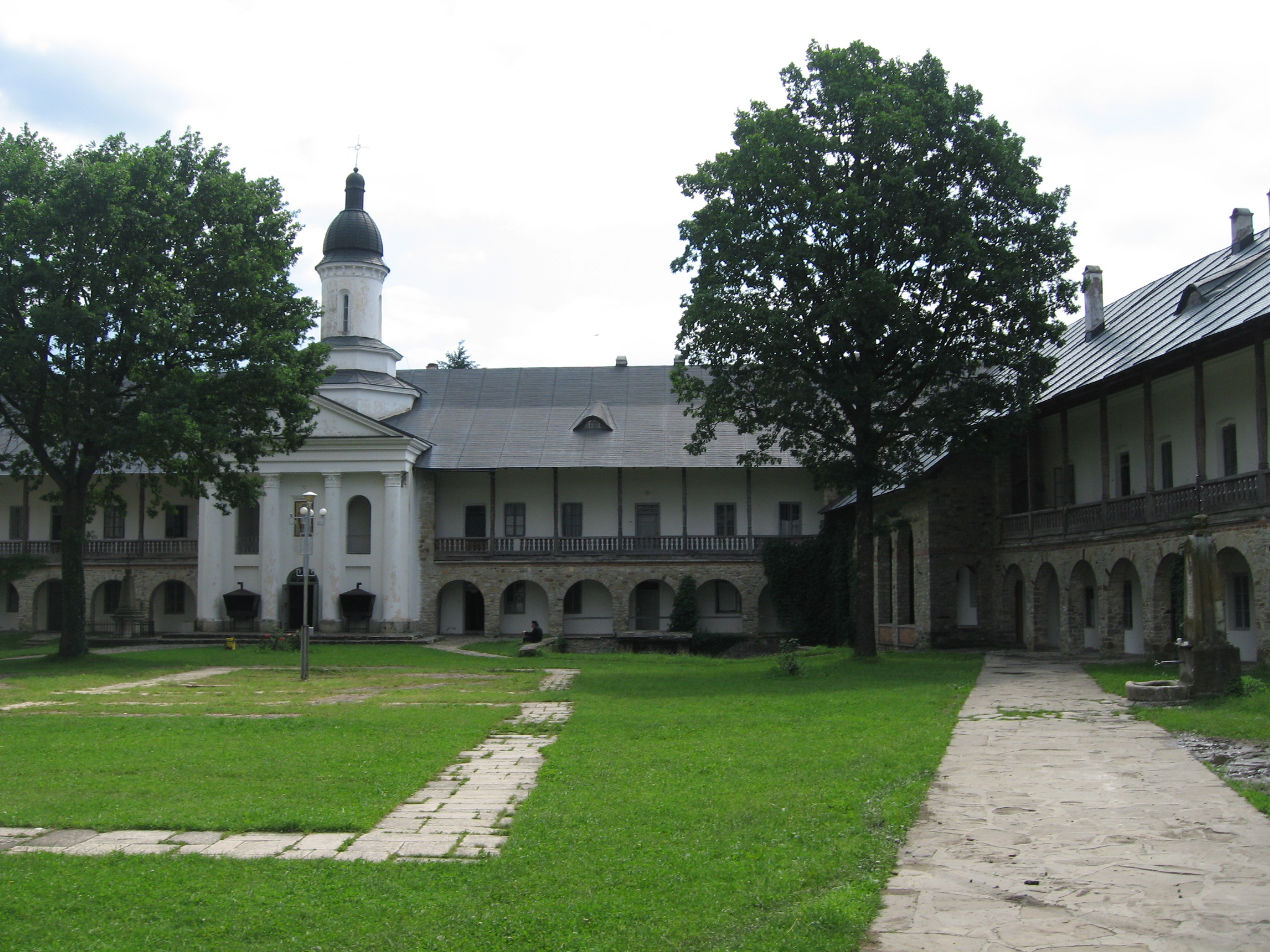
Iglesia de San Jorge, sobre los muros del recinto.

El pronaos, rectangular, está abovedado con dos bóvedas esféricas. La nave, también rectangular y de grandes dimensiones, tiene dos ábsides laterales, semicirculares en el interior y pentagonales en el exterior, cuya base está formada por cuatro arcos oblicuos sostenidos por otros cuatro grandes arcos. La aguja se eleva en el centro, y nueve macizos contrafuertes sostienen los muros hasta el nivel de las bóvedas. Las fachadas están bellamente ornamentadas en un estilo moldavo autóctono, resultado de la combinación de elementos bizantinos (cerámica vidriada, ladrillos y discos de diferentes colores, en verde, amarillo, marrón) con otros góticos (contrafuertes y marcos de puertas y ventanas). Discos achaflanados y nichos decoran también la aguja octogonal con cuatro ventanas. Las pinturas del ábside principal, la nave y las tumbas pertenecen a los últimos años del reinado de Esteban el Grande, mientras que las del pórtico y los pronaos datan de la época de Petru Rareș.
El monasterio ha sufrido numerosas devastaciones destructivas e incendios, seguidos de obras de restauración que fueron destruyendo la pintura original.
La segunda iglesia del complejo monacal es la iglesia de San Jorge (biserica Sfântul Gheorghe), incorporada al muro del recinto.

## Manuscritos y artes
Los tesoros artísticos conservados en el monasterio de Neamț son prueba de la intensa actividad artística y cultural que tuvo lugar aquí a lo largo de los siglos. Aquí mostró su talento Gavril Uric, el más importante representante de la miniatura moldava del siglo XV. Su primer manuscrito conocido, fechado en 1429, se conserva en la Biblioteca Bodleiana de la Universidad de Oxford. Los calígrafos y miniaturistas de Esteban el Grande que trabajaban en este centro realizaron muchos de los libros regalados al monasterio de Putna. En las celdas del monasterio, el cronista Macarie escribió la crónica del reinado de Petru Rareș, y Eftimie la crónica del reinado de Alexandru Lăpușneanu.
La tradición erudita del monasterio de Neamț desapareció en los siglos XVII y XVIII, para renacer a principios del siglo siguiente, cuando el metropolita Veniamin Costachi estableció aquí en 1807 una imprenta, que puede verse en el museo del monasterio. En la biblioteca hay muchos libros especiales, algunos de los cuales son los primeros que se imprimieron en el país. El retablo del altar de la antigua iglesia de la fortaleza de Neamț, es el tesoro más importante de todos los del monasterio, junto con el icono pintado por Nicolae Grigorescu, «La Huida de Egipto».

## Galería

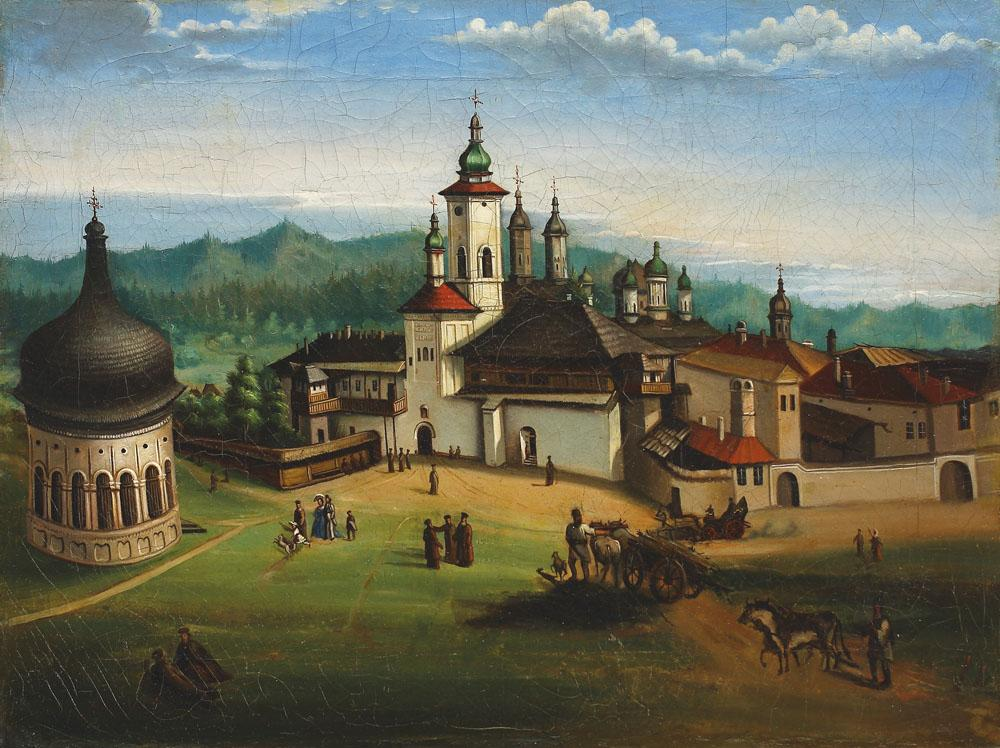
Gheorghe Şiller (1824-1880), Mănăstirea Neamț.
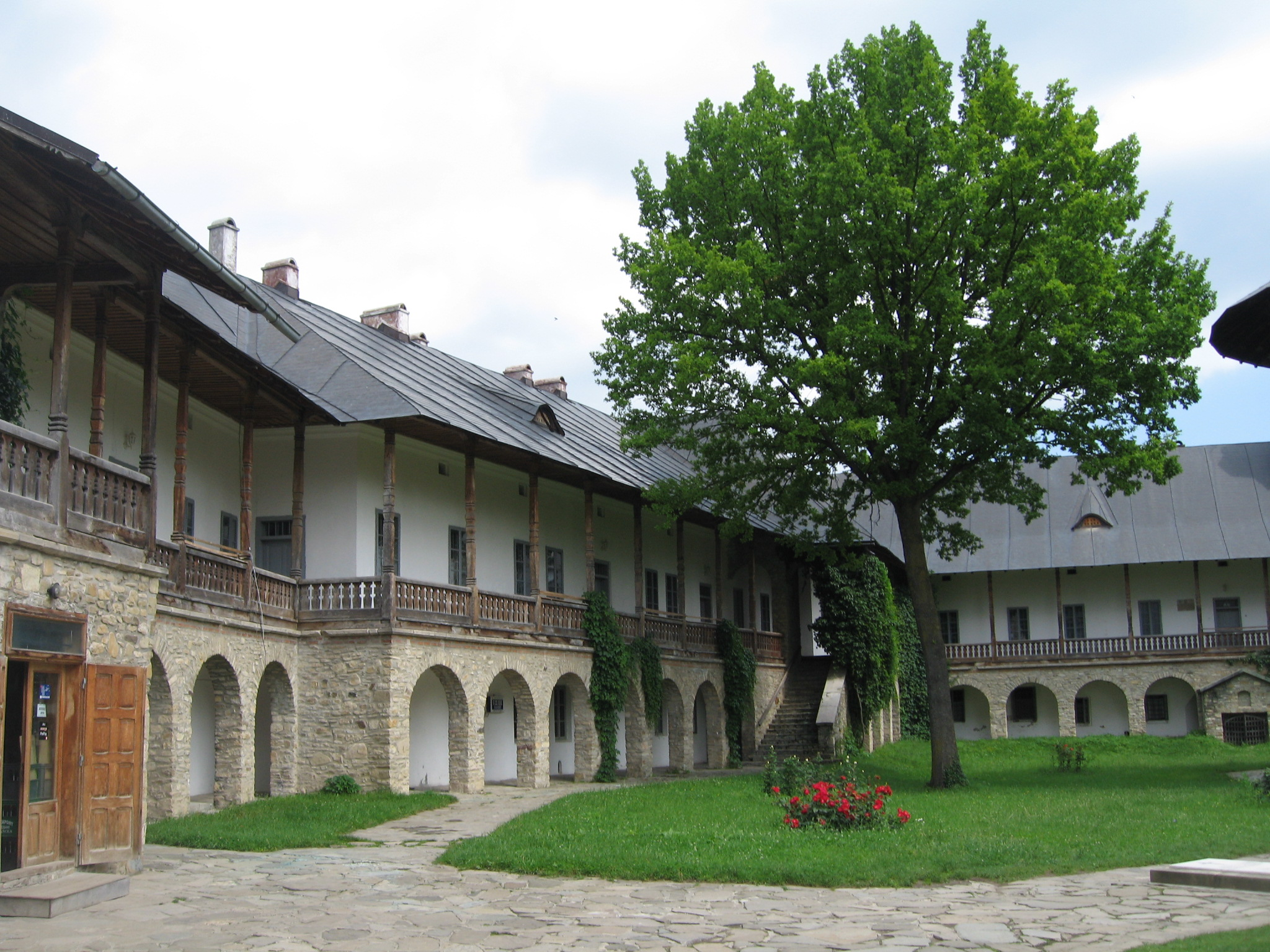
Patio interior del monasterio.
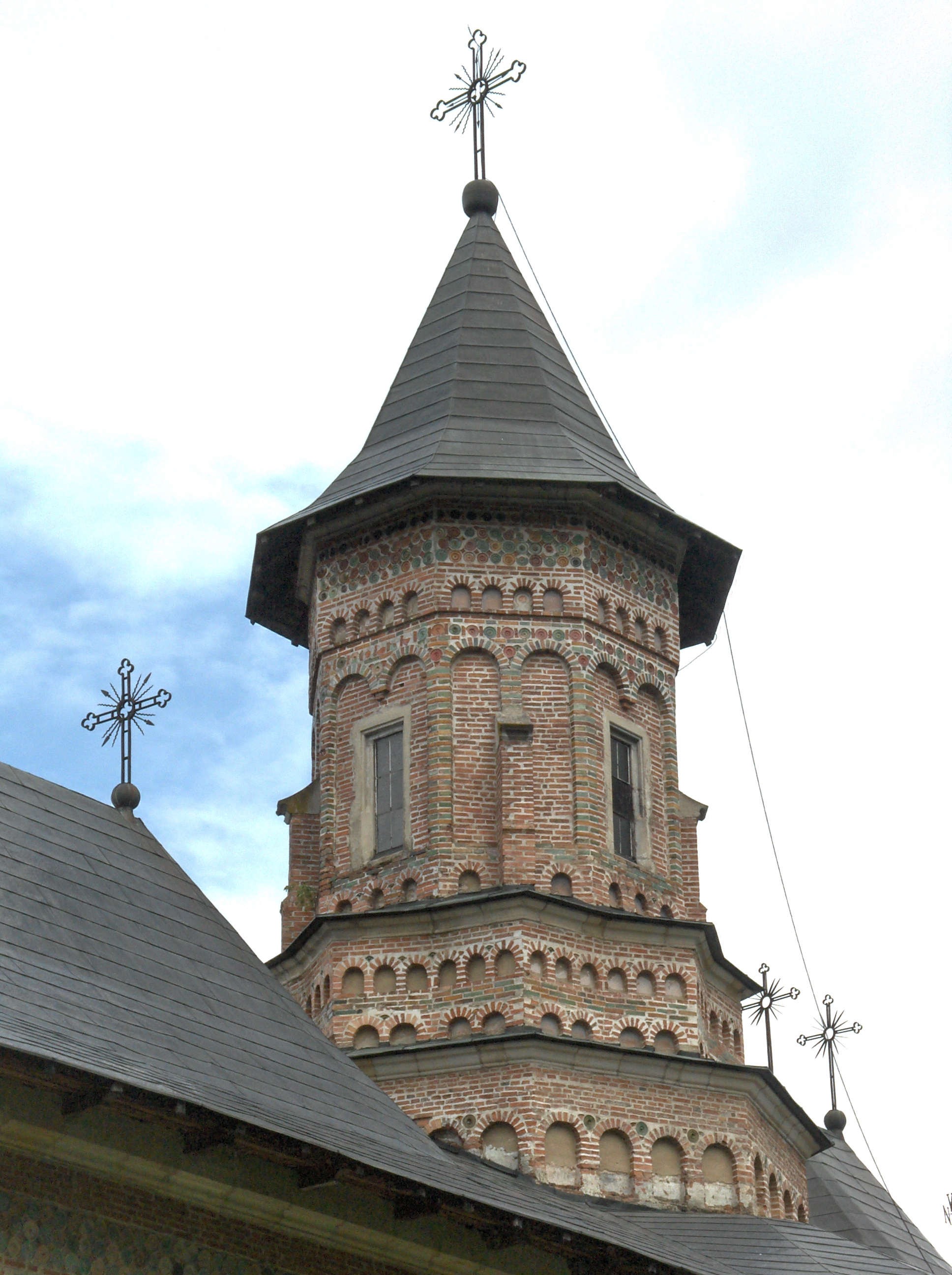
Detalle de la torre de la iglesia de Esteban el Grande.
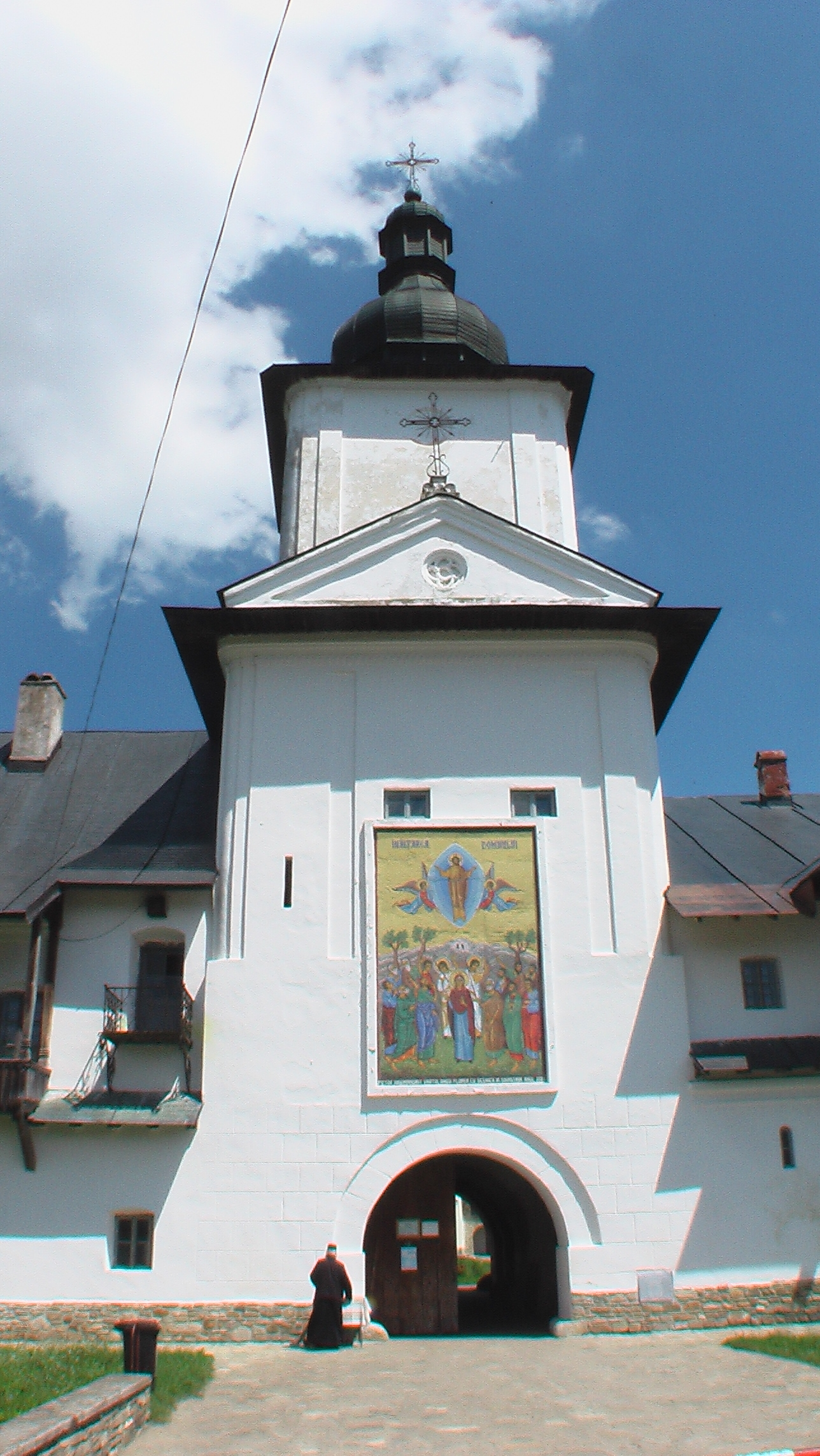
Torre del campanario.
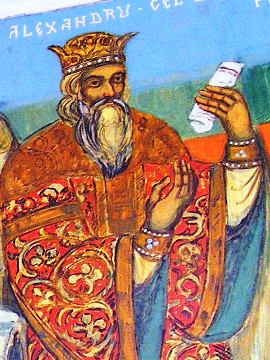
Alejandro I en un fresco del baptisterio.
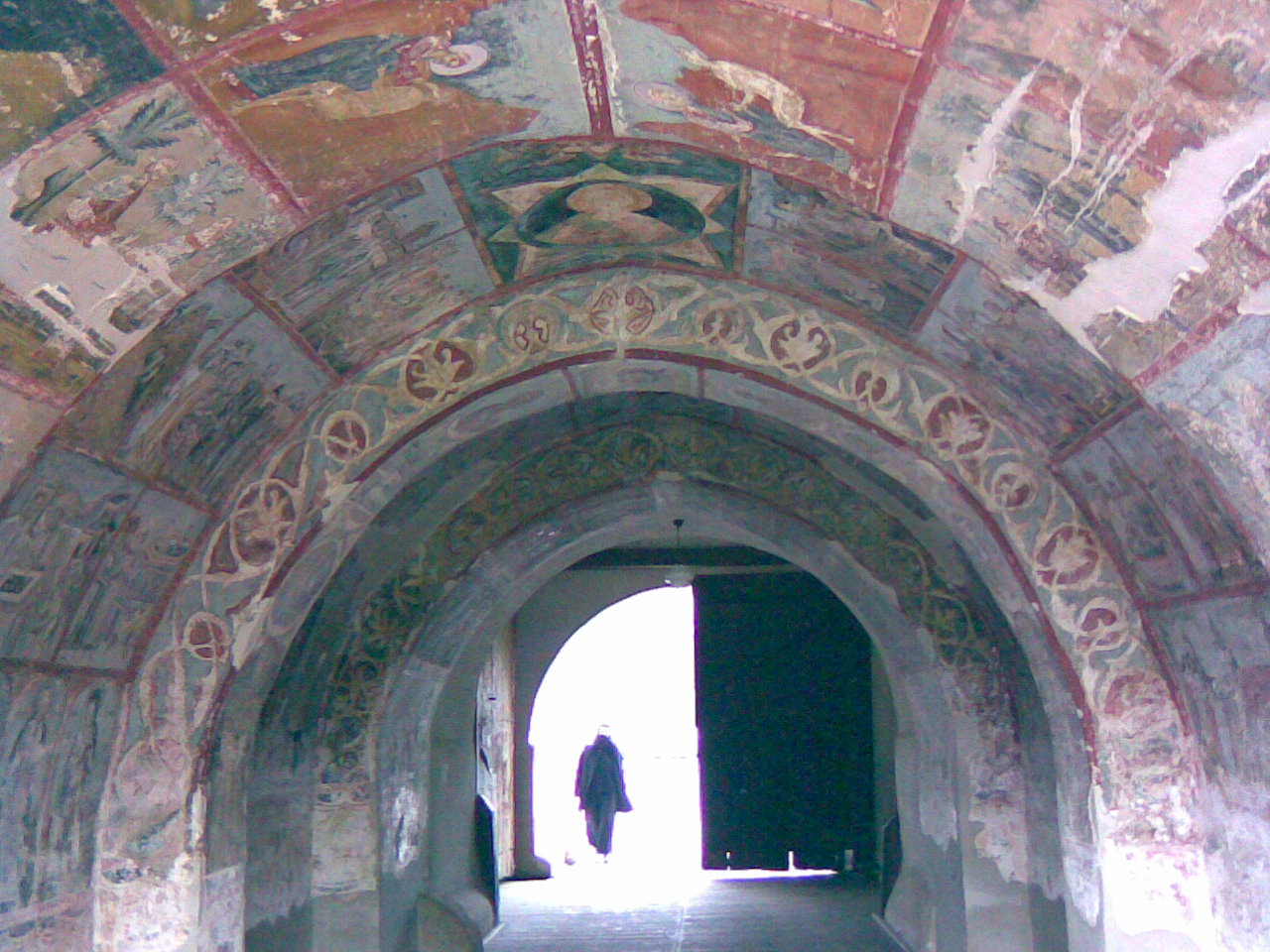
Frescos en el túnel de entrada al monasterio, bajo el campanario.
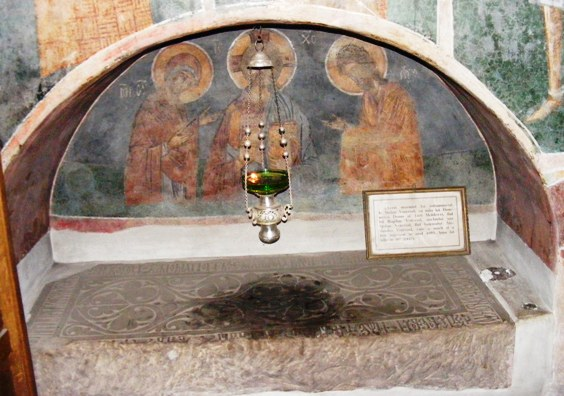
Tumba de Esteban II.
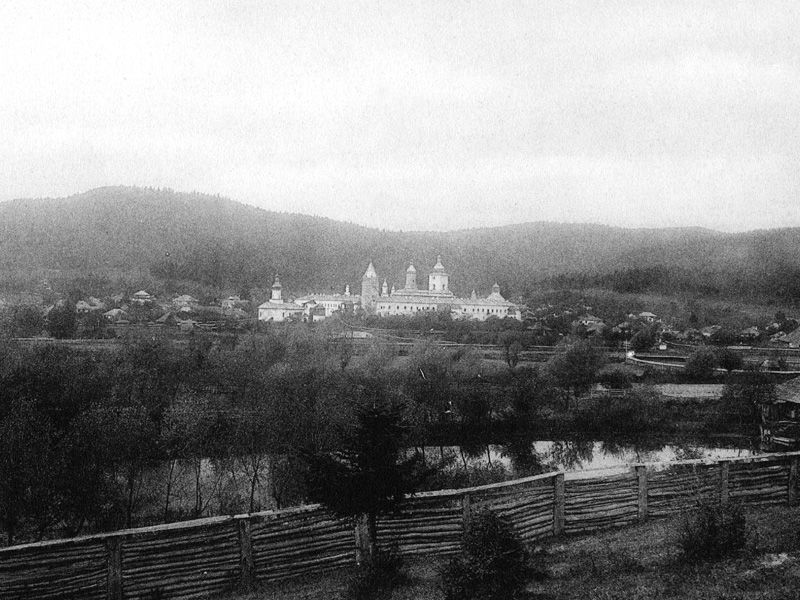
Alexandru Antoniu. El monasterio desde Neamț, 1901-1904.
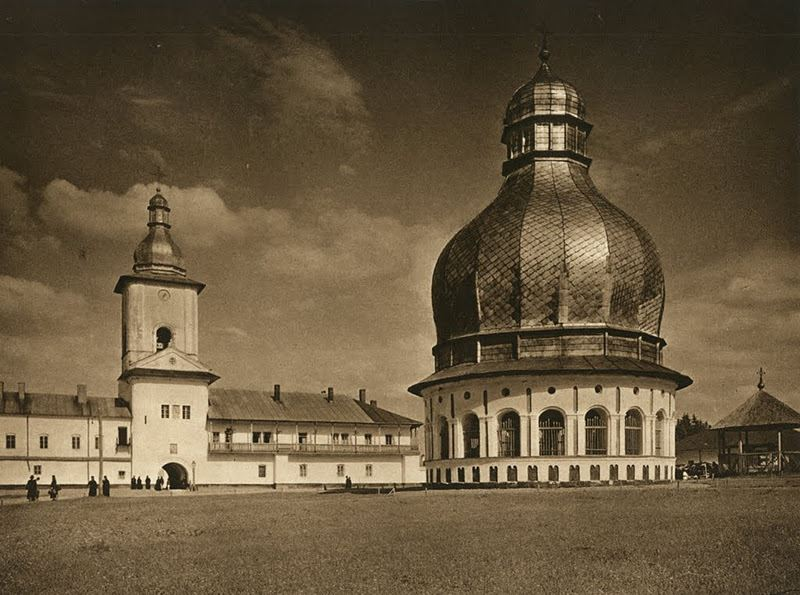
El monasterio en 1933.
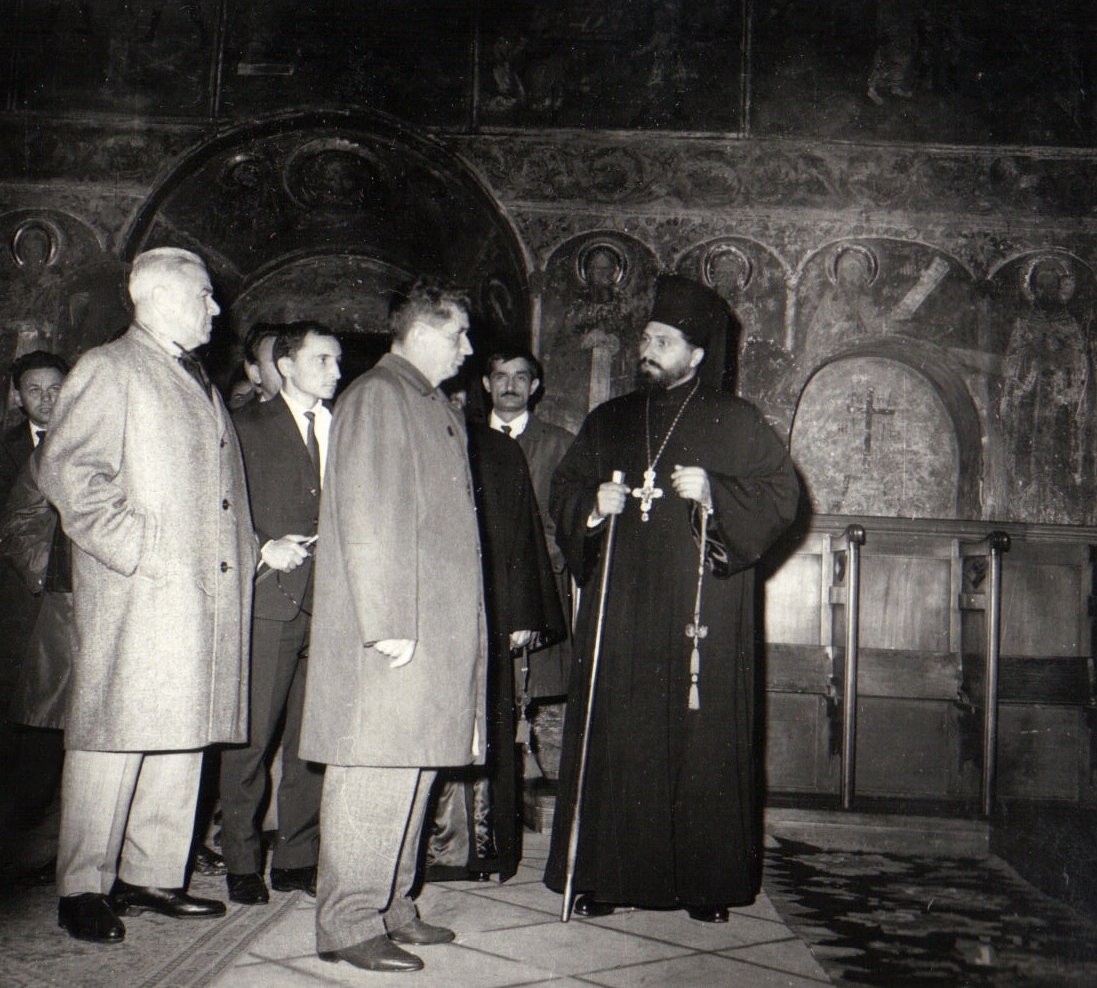
Nicolae Ceaucescu e Ion Gheorghe Maurer visitando el monasterio con el obispo Nestor Vornicescu en 1966.